# Salaspils (stacja kolejowa)
Salaspils (ros. Саласпилс) – stacja kolejowa w miejscowości Salaspils, w gminie Salaspils, na Łotwie. Położona jest na linii Ryga - Dyneburg.
Stacja powstała w czasach carskich. Początkowo nosiła nazwę Kurtenhof (ros. Куртенгоф). W 1919 zmieniono ją na Stopiņi, a w 1925 na Salaspils.